# Katinka Kleijn
Katinka Kleijn (* 31. Januar 1970 in den Niederlanden) ist eine niederländische Musikerin (Violoncello, Komposition), die sowohl im Bereich der Klassik als auch in der Improvisationsmusik tätig ist.

## Leben und Wirken
Kleijn erhielt klassischen Cello-Unterricht und gewann mit 16 Jahren den Prinses Christina Concours. Sie studierte an der University of Southern California bei Lynn Harrell und am New England Conservatory of Music bei Laurence Lesser.
1995 wurde Kleijn Mitglied des Chicago Symphony Orchestra, in dem sie als Solistin mit dem Orchester unter der Leitung von Charles Dutoit das Triple-Cellokonzert von Krzysztof Penderecki aufführte und das Album Brahms: Violin Concerto/Sonata No. 3 einspielte. Als Solistin interpretierte sie in der NOW-Reihe des Chicago Symphony Orchestra Neue Musik; im New Yorker Lincoln Center spielte sie die Uraufführung des Cellokonzerts von Dai Fujikura. Weiterhin arbeitete sie mit der Chicago Sinfonietta, dem DuPage Symphony Orchestra, dem Elmhurst Symphony Orchestra, dem Residentie Orkest, dem Illinois Philharmonic Orchestra, dem International Contemporary Ensemble und dem Sheboygan Symphony Orchestra. Im Bereich der Kammermusik hat sie mit Künstlern wie Christoph Eschenbach, Lynn Harrell und Yo-Yo Ma zusammengearbeitet und ist in der Musikreihe Symphony Center Presents aufgetreten. Zwischen 2006 und 2010 war sie Mitglied der Chicago Chamber Musicians, mit denen sie beim Marlboro Music Festival und in der Rising Star Series des Ravinia Festivals auftrat und als Solistin das Album African Heritage Symphonic Series – Vol. III unter Leitung von Paul Freeman vorlegte.
Der Jazz- und Improvisationsmusiker Mars Williams holte Kleijn zu seinem Album An Ayler Xmas (2017); 2023 folgte mit ihm und Robert Kassinger das Album Two or Three, dessen Ausgangspunkt ein Werk von Pauline Oliveros darstellt. Gemeinsam mit Bill MacKay entstand 2019 das Duoalbum Stir. Mit Mark Feldman veröffentlichte sie 2022 das Album Sine Nomine. Weiterhin ist sie an Alben von District 97, von Caroline Davis, von Jeff Parker und von Ken Vandermark (Stammer (Triptych)) beteiligt.
Kleijn beschäftigt sich als Komponistin mit anthropomorphen Qualitäten des Cellos, indem sie das Instrument oft in neue Kontexte stellt, die zum Nachdenken anregen. Beispielsweise nutzt sie in The Body as a Variable Resistor (2021) einen Synthesizer, um die Beziehungen zwischen dem menschlichen und dem Cellokörper zu artikulieren. Bereits ihre Zusammenarbeit mit dem Komponisten Daniel Dehaan führte zu dem vielbeachteten Werk Intelligence in the Human-Machine (2013), einem Duett zwischen Kleijns Cello und ihren eigenen Gehirnströmen, über das das Magazin Time berichtete und es als „einen Balanceakt für Kleijns ganzen Körper“ bezeichnete. 2019 arbeiteten Kleijn und ihre Kollegin Lia Kohl mit 30 Celli im Eckhart Park Pool in Chicago bei ihrem Stück Water on the Bridge.
Kleijn lehrt seit 2000 als Professorin an der DePaul University in Chicago.